# ポンダレイ郡 (ワシントン州)
ポンダレイ郡（英: Pend Oreille County、[pɒndəˈreɪ] pond-ə-RAY）は、アメリカ合衆国ワシントン州の北東隅に位置する郡である。2010年国勢調査での人口は13,001人である。郡庁所在地はニューポート（人口2,126人）であり、郡内では人口最大かつ唯一の法人化都市である。郡名はポンダレイ族インディアンから採られており、フランス語で「イヤリング」を意味している（直訳では「耳から下げるもの」）。
ポンダレイ郡は1911年3月1日にスティーブンス郡から分離設立された。

## 地理
アメリカ合衆国国勢調査局に拠れば、郡域全面積は1,425平方マイル (3,692 km2)であり、このうち陸地は1,400平方マイル (3,627 km2)、水域は25平方マイル (65 km2)で水域率は1.76%である。

### 主要高規格道路
- アメリカ国道2号線
- ワシントン州道20号線
- ワシントン州道31号線
- ワシントン州道41号線
- ワシントン州道211号線
- 国際セルカーク環状線

### 隣接する郡
- バウンダリー郡 (アイダホ州) - 東
- ボナー郡 (アイダホ州) - 東
- スポケーン郡 - 南
- スティーブンス郡 - 西

また北はカナダのブリティッシュコロンビア州とも境を接している。
- セントラル・クートニー地域

### 国立保護地域
- コルビル国立の森（部分）
- カニクス国立の森（部分）
- リトル・ポンダレイ国立野生生物保護区（部分）

## 人口動態
以下は2000年の国勢調査による人口統計データである。
| 基礎データ - 人口: 11,732人 - 世帯数: 4,639 世帯 - 家族数: 3,261 家族 - 人口密度: 3人/km2（8人/mi2） - 住居数: 6,608 軒 - 住居密度: 2軒/km2（5/mi2） 人種別人口構成 - 白人: 93.53% - アフリカン・アメリカン: 0.14% - ネイティブ・アメリカン: 2.88% - アジア人: 0.63% - 太平洋諸島系: 0.20% - その他の人種: 0.57% - 混血: 2.04% - ヒスパニック・ラテン系: 2.05% 先祖による構成 - ドイツ系：21.1% - イギリス系：13.2% - アメリカ人：10.2% - アイルランド系：9.2% - ノルウェー人：5.7% 年齢別人口構成 - 18歳未満: 26.3% - 18-24歳: 5.5% - 25-44歳: 23.8% - 45-64歳: 29.5% - 65歳以上: 14.9% - 年齢の中央値: 42歳 - 性比（女性100人あたり男性の人口） - 総人口: 100.5 - 18歳以上: 99.6 | 世帯と家族（対世帯数） - 18歳未満の子供がいる: 29.6% - 結婚・同居している夫婦: 57.5% - 未婚・離婚・死別女性が世帯主: 8.4% - 非家族世帯: 29.7% - 単身世帯: 25.0% - 65歳以上の老人1人暮らし: 10.5% - 平均構成人数 - 世帯: 2.51人 - 家族: 2.98人 収入と家計 - 収入の中央値 - 世帯: 31,677米ドル - 家族: 36,977米ドル - 性別 - 男性: 36,951米ドル - 女性: 20,693米ドル - 人口1人あたり収入: 15,731米ドル - 貧困線以下 - 対人口: 18.1% - 対家族数: 13.6% - 18歳未満: 27.6% - 65歳以上: 6.4% |

## 統計上処理される自治体
- カシック
- アイオン
- メタライン
- メタラインフォールズ
- ニューポート - 郡庁所在地

## その他の町
- ダイアモンドレイク
- ジャレッド
- ルビー
- タイガー
- アスク